# Dżubb as-Safa (Damaszek)
Dżubb as-Safa (arab. جب الصفا) – miejscowość w Syrii, w muhafazie Damaszek. W 2004 roku liczyła 2499 mieszkańców.